# Tour de San Luis 2011
La 5.ª edición del Tour de San Luis, se disputó entre el 17 y el 23 de enero de 2011.
El recorrido fue de 7 etapas totalizando algo más de 1000 km. De las 7 etapas, hubo una contrarreloj de 19.5 km. que fue en la 4.ª etapa. Dos, culminaron en alto, la 2.ª (Mirador del Potrero) y la 5.ª (Mirador del Sol), ambos de primera categoría. Si bien la 6.ª etapa no culminó en alto fue la etapa reina en la que se subieron 3 altos, el Alto de la Florida (3.ª categoría), el Alto de Nogolí (1.ª categoría) y el Alto del Cerro el Amago (1.ª categoría) donde se definió la carrera. 
Partieron 143 ciclistas llegando al final 110. El chileno Marco Arriagada se proclamó ganador por delante del colombiano José Serpa (Androni Giocattoli) y el argentino Josué Moyano.
En las clasificaciones secundarias Antonio Piedra se llevó las metas montaña, Luis Mansilla las sprint, Josué Moyano la clasificación sub-23 y la Selección de Argentina la por equipos.

## Equipos participantes
Veintiún equipos participaron de la competencia entre los que estuvieron 3 equipos de categoría UCI ProTeam, 4 de categoría Profesional Continental, 5 de categoría Continental y 9 selecciones nacionales.
En los equipos UCI ProTeam se destacó la presencia del italiano Ivan Basso (ganador del Giro de Italia 2006 y 2010), que volvió a participar de la prueba ya que estuvo en la edición del 2009 aunque asistió mal preparado ya que recién era la primera carrera de la temporada y había hecho muy pocos kilómetros. También se produjo el debut del Movistar Team (sucesor del Caisse d'Epargne) que tuvo como ciclistas destacados al español Xavier Tondo que fue líder por 2 etapas y al colombiano Mauricio Soler (ganador de la clasificación de la montaña del Tour de Francia 2007. Por primera vez participó un equipo francés (Ag2r-La Mondiale)
En los equipos Profesionales Continentales como ha sucedido año a año el Androni Giocattoli fue una vez más protagonista de la carrera venciendo en 3 etapas y siendo José Serpa líder parcial y 2.º finalmente en la general.
Dentro de las Selecciones se destacaron la Argentina y la chilena ubicando tres y dos competidores respectivamente en el Top 10.
| Equipos                           | Categoría               |
| --------------------------------- | ----------------------- |
| Movistar Team                     | UCI ProTeam             |
| Liquigas-Cannondale               | UCI ProTeam             |
| Ag2r-La Mondiale                  | UCI ProTeam             |
| Andalucía Caja Granada            | Profesional Continental |
| Androni Giocattoli                | Profesional Continental |
| De Rosa-Ceramica Flaminia         | Profesional Continental |
| UnitedHealthcare Pro Cycling Team | Profesional Continental |
| Funvic-Pindamonhangaba            | Continental             |
| Endura Racing                     | Continental             |
| Onda                              | Continental             |
| Nutrixxion-Sparkasse              | Continental             |
| D'Angelo & Antenucci-Nippo        | Continental             |

| Selecciones |
| ----------- |
| Argentina   |
| Bolivia     |
| Brasil      |
| Chile       |
| Colombia    |
| Cuba        |
| Ecuador     |
| Paraguay    |
| Uruguay     |

## Etapas
| Etapa | Fecha       | Recorrido                        | km         | Ganador                                     | Líder                                |
| 1.ª   | 17 de enero | San Luis-Justo Daract            | 166        | Roberto Ferrari (Androni Giocattoli)        | Roberto Ferrari (Androni Giocattoli) |
| 2.ª   | 18 de enero | Juana Koslay-Mirador del Potrero | 156,6      | José Serpa (Androni Giocattoli)             | José Serpa (Androni Giocattoli)      |
| 3.ª   | 19 de enero | Buena Esperanza-Villa Mercedes   | 163,9      | Roberto Ferrari (Androni Giocattoli)        | José Serpa (Androni Giocattoli)      |
| 4.ª   | 20 de enero | San Luis-San Luis                | 19,5 (CRI) | Xavier Tondo (Movistar Team)                | Xavier Tondo (Movistar Team)         |
| 5.ª   | 21 de enero | La Toma-Mirador del Sol          | 160,6      | Leandro Messineo (Selección de Argentina)   | Xavier Tondo (Movistar Team)         |
| 6.ª   | 22 de enero | Estancia Grande-La Carolina      | 193,1      | Miguel Ángel Rubiano (D'Angelo & Antenucci) | Marco Arriagada (Sel. de Chile)      |
| 7.ª   | 23 de enero | San Luis-San Luis                | 167,1      | Héctor Aguilar (Funvic-Pindamonhangaba)     | Marco Arriagada (Sel. de Chile)      |

## Desarrollo general
Luego de una primera etapa plana en la que triunfó el esprínter italiano del Androni Giocattoli Roberto Ferrari colocándose como líder de la carrera, en la segunda etapa se culminó en el Mirador del Potrero (4,8 km al 6,7 %) en la que el colombiano José Serpa se llevó la victoria llegando junto a Eros Capecchi, Marco Arriagada y Xavier Tondo quienes serían protagonistas del Tour.
La tercera etapa no modificó las colocaciones en la general y luego se disputó la contrarreloj en la que el español Xavier Tondo rompió los relojes a más de 50 km/h de promedio ubicándose como nuevo líder de la competencia, al ser Serpa 9.º en la etapa y quedando a 30" de Tondo. Mientras, Marco Arriagada con un 5.º puesto se acercaba en la general colocándose 4.º a 59".
En la 5.ª etapa con llegada al Mirador del Sol (7 km al 8,8 %), Tondo pudo ampliar en 4" la ventaja con Serpa en la general al culminar 7.º en el puerto (Serpa 9.º) y se mantuvo como líder aunque Arriagada llegó en 5º lugar descontándole 22" y trepando al tercer puesto de la general a 37".    
La 6.ª etapa denominada la "etapa reina" ya que se subían 3 puertos (dos de 1.ª categoría), finalmente lo fue. En la primera parte de la etapa se subió el Alto de Nogolí, un puerto de 20 km de extensión en que la Selección Chilena marcó el ritmo dejando el grupo de favoritos con 20 unidades. Luego del descenso y un tramo de 80 km en llano, se afrontó el 2.º puerto, el alto Cerro el Amago de 16,5 km. Al culminar el puerto Tondo y Arriagada se encontraban juntos, con Serpa más atrasado. Los 18 km que separan la cima del puerto con La Carolina (punto final de la etapa) no es un brusco descenso, sino que el terreno es un constante subir y bajar. En una de esas bajadas Tondo rozó la rueda de Arriagada y tuvo una caída, persiguió junto a su compañero Mauricio Soler pero se quedó abruptamente sin energías arribando al final más de 13 minutos detrás de Arriagada que se colocó como nuevo líder ya que Serpa llegó 37" por detrás de él.
La última etapa fue plana donde otra vez se lucieron los sprinters y Marco Arriagada conquistó lo que catalogó como la victoria más importante de su carrera en ruta.

## Clasificaciones finales

### Clasificación general
| Posición | Ciclista             | Equipo                     | Tiempo      |
| -------- | -------------------- | -------------------------- | ----------- |
|          | Marco Arriagada      | Selección de Chile         | 25h 51' 54" |
| 2        | José Serpa           | Androni Giocattoli         | + 38"       |
| 3        | Josué Moyano         | Selección de Argentina     | + 1' 49"    |
| 4        | Eros Capecchi        | Liquigas-Cannondale        | + 1' 50"    |
| 5        | Miguel Ángel Rubiano | D'Angelo & Antenucci-Nippo | + 2' 42"    |
| 6        | Jorge Giacinti       | Selección de Argentina     | + 4' 36"    |
| 7        | Gerardo Fernández    | Selección de Argentina     | + 4' 56"    |
| 8        | Antonio Piedra       | Andalucía Caja Granada     | + 5' 24"    |
| 9        | Camilo Gómez         | Selección de Colombia      | + 5' 38"    |
| 10       | Luis Mansilla        | Selección de Chile         | + 5' 50"    |
| 11       | Fortunato Baliani    | D'Angelo & Antenucci-Nippo | + 6' 17"    |
| 12       | Juan Arango          | Selección de Colombia      | + 7' 08"    |
| 13       | Jesús Rosendo        | Andalucía Caja Granada     | + 7' 16"    |
| 14       | Julien Berard        | Ag2r-La Mondiale           | + 7' 51"    |
| 15       | David Bernabéu       | Andalucía Caja Granada     | + 8' 33"    |
| 16       | Maarten De Jonge     | Endura Racing              | + 8' 35"    |
| 17       | Gonzalo Garrido      | Selección de Chile         | + 8' 38"    |
| 18       | Arnold Alcolea       | Selección de Cuba          | + 9' 03"    |
| 19       | Leandro Messineo     | Selección de Argentina     | + 9' 36"    |
| 20       | Iker Camaño          | Endura Racing              | + 10' 58"   |

### Clasificación de los sprints
| Posición | Ciclista           | Equipo                 | Puntos |
| -------- | ------------------ | ---------------------- | ------ |
|          | Luis Mansilla      | Selección de Chile     | 19     |
| 2        | Richard Mascarañas | Selección de Uruguay   | 13     |
| 3        | Juan Ariel Lucero  | Selección de Argentina | 9      |

### Clasificación de la montaña
| Posición | Ciclista        | Equipo                 | Puntos |
| -------- | --------------- | ---------------------- | ------ |
|          | Antonio Piedra  | Andalucía Caja Granada | 17     |
| 2        | Jonathan Millan | Selección de Colombia  | 15     |
| 3        | Marco Arriagada | Selección de Chile     | 14     |

### Clasificación por equipos
| Posición | Equipo                 | Tiempo      |
| -------- | ---------------------- | ----------- |
|          | Selección de Argentina | 77h 43' 35" |
| 2        | Selección de Chile     | + 5' 09"    |
| 3        | Andalucía Caja Granada | + 10' 03"   |
| 4        | Liquigas-Cannondale    | + 12' 54"   |
| 5        | Selección de Colombia  | + 16' 40"   |